# Grace Tanda
Grace Tanda (sinh ngày 29 tháng 1 năm 1994 tại Cộng hòa Dân chủ Congo) là một cầu thủ bóng đá chuyên nghiệp từng thi đấu cho câu lạc bộ SHB Đà Nẵng ở vị trí tiền đạo. Hiện tại anh đang thử việc tại CLB Sông Lam Nghệ An.